# Эберт, Карл (политик)
Карл Эберт (нем. Karl Ebert; 29 апреля 1899, Бремен, Германская империя — 21 сентября 1975, Гейдельберг, ФРГ) — немецкий региональный политик.

## Биография
Карл Эберт родился 29 апреля 1899 года. Он был четвертым из пяти детей, будущего рейхспрезидента Фридриха Эберта и его жены Луизы Эберт. Его старший брат Фридрих Эберт-младший, будущий политик ГДР.
После окончания начальной школы, он обучался на оптика с 1913 по 1917 год. В 1917 году он вступил в СДПГ. Через год он был призван в армию, и недолго воевал на западном фронте Первой мировй войны. Затем он вернулся, и работал по специальности оптика, а в 1921 году сдал экзамен на звание мастера-оптика. В 1929 году ему пришлось отказаться от своего оптического магазина, который он открыл. В последующие годы, он возглавлял отдел оптики, электрики и фотографии в одном из универмагов Wertheim.
После прихода к власти национал-социалистов, его уволили с работы по политическим мотивам. Как и его старшего брата, Карла несколько раз заключали в тюрьму. Последующие годы он был безработным. Позже он принял участие во Второй мировой войне, в ходе которой был ранен.
После окончания войны, он поступил на службу в Гейдельберг в качестве судебного пристава. В отличие от его брата, Карл бежал на запад Германии. Там в декабре 1945 года он стал главой местной Оккупационной администрации, затем перешел в Управление дорожного движения и в ноябре 1946 года взял на себя его руководство. С сентября 1949 года — заведующий отделом регистрации и паспортизации населения, а с июня 1956 года — заведующий ломбардом.
От СДПГ Эберт был членом ландтага земли Вюртемберг-Баден с 1946 по 1952 год, а также членом конституционного собрания земли Баден-Вюртемберг (1952—1953) и членом ландтага земли Баден-Вюртемберг (1952—1964).
В 1962 году он был назначен муниципальным судьей. В 1967 году он вышел на пенсию.
Карл Эберт умер 21 сентября 1975 года. Он похоронен в Гейдельберге.

## Личная жизнь
Карл был женат дважды. Первый раз он женился на Хедвиге Вольманн в 1939 году. У них родился родился один сын, Карл-Хайнц (род. 1940). В 1943 году супруги развелись. В 1944 году, он женился на Гертруде Зипф (1909—2007). от этого брака у него родилась дочь Амелия (род. 1944).
https://katalog.dnb.de/EN/resource.html?id=120993762X&pr=0&sortA=bez&sortD=-dat&v=plist